# Europese kampioenschappen powerlifting 1983 (heren)
De Europese kampioenschappen powerlifting 1983 voor heren waren door de European Powerlifting Federation (EPF) georganiseerde kampioenschappen voor powerlifters. De 6e editie van de Europese kampioenschappen vond plaats in het Finse Mariehamn van 20 tot en met 22 mei 1983.

## Uitslagen
| klasse   | Goud                | Zilver          | Brons             |
| -------- | ------------------- | --------------- | ----------------- |
| -52 kg   | Phil Stringer       | Kari Ylijoki    | Kari Ylijoki      |
| -56 kg   | Narendra Bhairo     | Alan Eriksson   | Kari Ojalehto     |
| -60 kg   | Göran Henrysson     | David Mannering | Eddy Van Wemmel   |
| -67,5 kg | Eddie Pengelly      | Viljo Karvinen  | Luigi Pedrazzi    |
| -75 kg   | Steve Alexander     | Jarmo Virtanen  | Norwin Martina    |
| -82,5 kg | Lars Backlund       | Mike Duffy      | Janus Schneider   |
| -90 kg   | Kenneth Mattsson    | David Caldwell  | William West      |
| -100 kg  | Anthony Stevens     | Erik Johanssen  | Rauno Rinne       |
| -110 kg  | Samuli Kivi         | Conny Nilsson   | Hannu Saarelainen |
| -125 kg  | Jón Páll Sigmarsson | Ab Wolders      | Leif Nordmark     |
| +125 kg  | Andrew Kerr         | Cees de Vreugd  | Rudolf Küster     |